# Витковский, Владимир Константинович
Влади́мир Константи́нович Витко́вский (21 апреля 1885, Псков — 18 января 1978, Пало-Альто, Сан-Франциско) — полковник лейб-гвардии Кексгольмского полка, герой Первой мировой войны. Участник Белого движения на Юге России, начальник Дроздовской дивизии, генерал-лейтенант (1920). Эмигрант.

## Биография

### На военной службе
Из дворян Санкт-Петербургской губернии. Сын генерал-майора К. Ф. Витковского.
Окончил 1-й кадетский корпус (1903) и Павловское военное училище (1905), откуда выпущен был подпоручиком в лейб-гвардии Кексгольмский полк. Произведён в поручики 6 декабря 1909 года, в штабс-капитаны — 14 апреля 1913 года.

### Участник Первой мировой войны
В 1914 году в составе полка выступил на фронт. Командовал ротой и батальоном, некоторое время временно командовал полком. Удостоен ордена Св. Георгия 4-й степени
За то, что в бою 15 июля 1916 года у д. Трыстень, командуя, в чине капитана, 1-м батальоном названного полка, получив приказание атаковать укрепленную позицию и взять д. Трыстень, под сильнейшим артиллерийским, ружейным и пулеметным огнем противника повел батальон в атаку, личным примером воодушевляя людей своего батальона, прорвал неразрушенные нашей артиллерией проволочные заграждения, первым ворвался в окопы, выбил оттуда противника, после короткой штыковой схватки и, продвигаясь вперед, бросился в пылавшую д. Трыстень, после жестокого уличного боя овладел ею и, несмотря на убыль почти всех офицеров батальона, приняв командование 2-й и 3-й ротами, преследовал отходящего противника, отбил ряд последовательных контр-атак врага и, продолжая продвигаться вперед, захватил 4-орудийную тяжелую и 6-орудийную легкую батареи, после чего окопался на занятой позиции.
Произведен в капитаны 1 августа 1916 года, в полковники — 6 декабря того же года. С 15 октября 1917 года назначен командиром 199-го пехотного Кронштадтского полка.

### Гражданская война

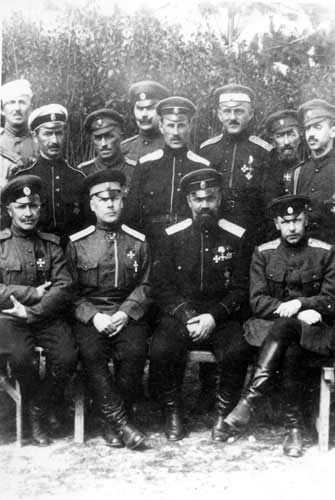
Командование 1-го армейского корпуса. Генерал В. К. Витковский — второй слева, сидит. Велико-Тырново, Болгария, 1922 год.

В начале 1918 года вступил в 1-ю Отдельную бригаду Русских добровольцев под командованием Генерального штаба полковника М. Г. Дроздовского, в составе которой после похода от Ясс до Новочеркасска присоединился к Добровольческой армии. Участник Второго Кубанского похода. С июня 1918 года — командир Солдатского батальона (из пленных красноармейцев) Дроздовского полка, с 24 июня — командир 2-го Офицерского стрелкового полка вместо погибшего накануне полковника М. А. Жебрак-Русановича. Награждён медалью Дроздовцам.
7 декабря 1918 года Витковский назначен командиром бригады 3-й дивизии, 30 декабря произведён в генерал-майоры, 26 февраля 1919 года — назначен начальником 3-й дивизии (с августа — Стрелковой генерала Дроздовского дивизии). Командовал дивизией во время наступления ВСЮР на Москву (дошёл с боями до Орла) и в период отступления белых войск до Новороссийска. С апреля 1920 года — генерал-лейтенант. Руководил успешным десантом Дроздовской дивизии у с. Хорлы на Азовском море 17 апреля 1920 года. Был награждён орденом Св. Николая Чудотворца
За то, что в бою 20 июня 1920 года, имевшем целью окружение и уничтожение неприятельского конного корпуса Жлобы, он появлялся лично во всех угрожаемых местах и находясь под сильным ружейным и артиллерийским огнем, подвергая свою жизнь опасности, лично руководил подчиненными ему частями, чем способствовал окончательному разгрому конной группы противника. Дивизией захвачено 9 орудий, 40 пулеметов, броневик и много другого имущества.
С 17 августа 1920 года — командир 2-го армейского корпуса. По воспоминаниям генерала барона П. Н. Врангеля, «генерал Витковский был генерал большой личной храбрости, прекрасно разбиравшийся в обстановке, исключительно хороший организатор». Митрополит Вениамин (Федченков) так вспоминал о своей встрече с Витковским на фронте в 1920 году: «Генерал Витковский, весьма симпатичный и, казалось мне, мягкий, с женственным лицом человек, давал нужные приказания своей части для отражения врага. Я тогда удивился его непостижимому для меня спокойствию, точно на парад он шёл».

### В эмиграции

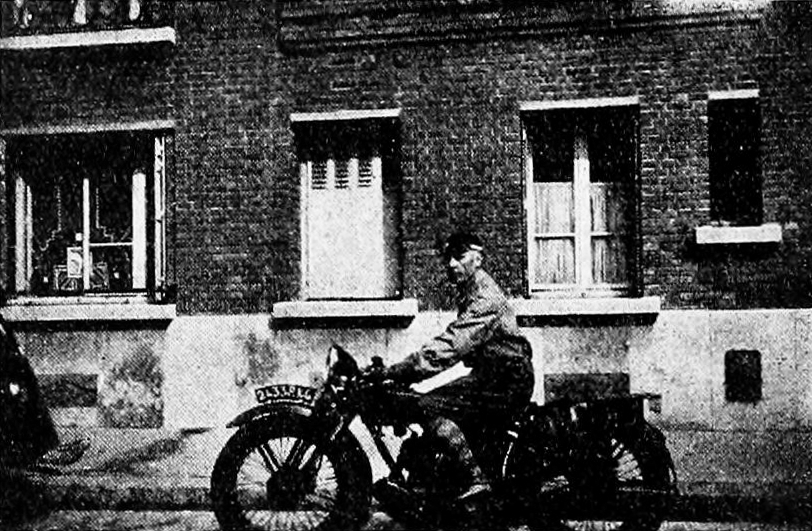
Генерал Витковский на мотоцикле.

В ноябре 1920 года с Русской армией эвакуировался из Крыма. В Галлиполи командовал 1-й пехотной дивизией, в которую вошли все добровольческие именные части. Одновременно являлся начальником лагерного сбора и заместителем командира 1-го армейского корпуса генерала Кутепова. В связи с его болезнью 8 декабря 1920 года вступил в командование корпусом.
В Болгарии в 1921—1922 годах — в командовании 1-м армейским корпусом, затем жил во Франции в Париже. С 1924 года — командир 1-го армейского корпуса в составе Русского общевоинского союза (РОВС), который затем был переформирован в 1-й (французский) отдел РОВС, старший полковник группы Общества лейб-гвардии Кексгольмского полка (с 1951 года был его представителем в США). После похищения агентами ОГПУ в январе 1930 года генерала Кутепова А. П., стал председателем Общества галлиполийцев. По другим данным являлся председателем Общества галлиполийцев с 22 ноября 1921 года.
После Второй мировой войны жил в США, где руководил североамериканским отделом РОВС. Опубликовал книгу «В борьбе за Россию. Воспоминания» (Сан-Франциско, 1963).
Скончался в 1978 году в Пало-Альто. Похоронен на Сербском кладбище в Колме.

## Награды
- Орден Святого Станислава 2-й ст. (ВП 3.06.1915)
- Орден Святой Анны 3-й ст. с мечами и бантом (ВП 7.03.1916)
- Орден Святого Станислава 3-й ст. «за отлично-усердную службу и труды, понесенные во время военных действий» (ВП 7.03.1916)
- Орден Святого Владимира 4-й ст. с мечами и бантом
- Орден Святой Анны 2-й ст. с мечами
- Орден Святой Анны 4-й ст. с надписью «За храбрость»
- Орден Святого Владимира 3-й ст. с мечами (1917)
- Орден Святого Георгия 4-й ст. (ПАФ 19.04.1917)
- Орден Святителя Николая Чудотворца (Приказ ВСЮР, № 167, 11 июля 1920)

Иностранные:
- греческий Орден Спасителя 2 степени

## Сочинения
- Константинопольский поход: из воспоминаний о Галлиполи. Париж, 1933.
- В борьбе за Россию: воспоминания. Сан-Франциско, 1963.